# Emanuele Farneti
Emanuele Farneti (Roma, 27 settembre 1974) è un giornalista italiano.

## Biografia

### Carriera professionale
Emanuele Farneti ha frequentato il liceo classico Tito Livio di Milano e si è laureato con pieni voti assoluti e lode in Giurisprudenza presso l’Università Statale di Milano, relatore professor Ennio Amodio.
Farneti muove i primi passi nel mondo del giornalismo nel 1995 presso l’emittente Sei Milano, dove impara le tecniche del videogiornalismo, e successivamente a Canale 5.
Passa in seguito alla carta stampata, prima in Condé Nast nel 1999 presso la redazione di GQ Italia, poi a La Gazzetta dello Sport, dove entra nel pool di coordinamento della redazione Calcio.
Nel giugno del 2004, a 29 anni, diventa direttore del magazine settimanale SportWeek. Al termine dello stesso anno passa alla direzione del mensile Men’s Health (Mondadori), che lascerà due anni più tardi per diventare vice-direttore del settimanale Panorama.
Negli anni successivi, al ruolo nel newsmagazine affiancherà la direzione del mensile maschile Icon (2011), da lui fondato, quella del femminile Flair (2012) e degli albi speciali di Epoca. Nel 2013 supervisiona a Madrid il lancio dell’edizione spagnola di Icon, pubblicato in allegato al quotidiano El País.
Nel 2015 passa in Condé Nast Italia, dove dirige prima AD Architectural Digest e poi GQ Italia (2016).
Nel gennaio del 2017, a seguito della scomparsa dell’allora direttore Franca Sozzani, viene nominato direttore di Vogue Italia, de l'Uomo Vogue e della piattaforma digitale vogue.it.

Il presidente di Condé Nast International Jonathan Newhouse commenta così la nomina:
“Emanuele è considerato un vero e proprio “magazine maker” in grado di portare ad ogni testata sorprendenti novità, freschezza visiva e qualità ai massimi livelli”.
Farneti continua a collaborare con i più celebri fotografi del magazine e apre la porta a una nuova generazione di talenti. Sotto la sua direzione, Vogue Italia rafforza la tradizione di utilizzare la moda come linguaggio capace di affrontare temi di grande attualità, in particolare in relazione alla sostenibilità, alla diversità, all’inclusività, alla body positivity.
Nell'ottobre del 2017 dedica una copertina a Lauren Hutton: si tratta della prima donna over 70 a essere pubblicata sulla copertina di ogni edizione di Vogue.
Nel gennaio del 2020, Vogue Italia si presenta in edicola con un numero per la prima volta interamente realizzato senza fotografia di moda, sostituita dal lavoro di artisti tra i quali Vanessa Beecroft, David Salle, Yoshitaka Amano, Delphine Desane, Cassi Namoda, Paolo Ventura e Milo Manara: un modo per ridurre, simbolicamente, il carbon footprint della produzione del magazine. Il budget risparmiato viene devoluto alla Fondazione Querini Stampalia di Venezia, gravemente danneggiata dall’acqua alta del 12 novembre 2019. In febbraio la copertina “Italian Beauty” solleva polemiche politiche alla luce del colore della pelle della modella, la giovane italo-senegalese Maty Diba Fall.
Ad aprile 2020, allo scoppiare della pandemia Covid-19, Vogue Italia è il primo magazine internazionale a raccontare la moda in lockdown. La copertina, lasciata completamente bianca come gesto di rispetto e silenzio, fa il giro del mondo e diventa un’immagine simbolo del momento storico. Sempre agli effetti della pandemia è dedicato il numero di giugno 2020, le cui copertine sono realizzate da bambini di età compresa tra i 2 e i 10 anni. Nel settembre dello stesso anno il magazine si presenta in edicola con il numero record di 100 copertine, ciascuna dedicata a una donna di diversa età, professione, colore della pelle, identità sessuale.
Anche l'Uomo Vogue segue una linea editoriale che integra moda e giornalismo, come testimoniano la copertina dell’ottobre 2019, dedicata ai marinai di Mazara del Vallo in considerazione del loro impegno umanitario a beneficio dei migranti nel canale di Sicilia; e il numero dell’aprile dello stesso anno, “Love letters to Europe”, monografico sul sogno dell’Europa unita, realizzato con il contributo, tra gli altri, di Francesco Vezzoli, Peter Lindbergh, Roberto Saviano e Bernard-Henri Lévy.
Nel 2020 Emanuele Farneti viene nominato direttore di AD Italia. Nel luglio 2021 lascia le direzioni di Vogue Italia, di Uomo Vogue e di AD Italia per assumere la direzione del settimanale d La Repubblica e del content hub tematico Moda&Beauty del gruppo Gedi, nonché la responsabilità dei contenuti moda del quotidiano La Repubblica.
Nel marzo 2022 firma un radicale redesign del settimanale d La Repubblica, aprendo le porte del magazine alla collaborazione di alcuni importanti nomi della moda internazionale tra i quali Paolo Roversi, Mert&Marcus, Willy Vanderperre, Alasdair McLellan.
Nel 2023 Farneti progetta un nuovo magazine di interior design, door, supplemento mensile di La Repubblica. Il lancio del primo numero, che Farneti firma come direttore, avviene in occasione del Salone del Mobile di Milano, accompagnato da eventi e installazioni in città.
Dal 1 gennaio 2024 assume anche il ruolo di vicedirettore per la Repubblica, con delega sui magazine allegati al quotidiano.

## Vita privata
Farneti è figlio dei giornalisti Gianni Farneti e Chiara Beria di Argentine.
Il nonno materno, Adolfo Beria di Argentine è stato uno dei più rilevanti magistrati e giuristi italiani del dopoguerra.
La famiglia della nonna materna, Cecilia Vallardi, per sette generazioni ha esercitato la professione di editore a Milano.
Sposato, ha due figli.

## Beneficenza
Farneti ha sostituito Sozzani nell’organizzazione di Convivio, la più importante Mostra Mercato di beneficenza organizzata ogni due anni in Italia a favore di Anlaids Sezione Lombarda (Associazione Nazionale per la Lotta contro l'AIDS).